# Tonart
Eine Tonart wird im Rahmen der seit etwa 1600 etablierten Dur-Moll-Tonalität durch die Feststellung des Tongeschlechts (in europäischer Musik meist Dur oder Moll) mit seiner Vorzeichnung und des Grundtons der verwendeten Tonleiter und damit ihrer harmonischen Verwandtschaft bestimmt.
Beispiel: Tongeschlecht Dur  mit Grundton D ergibt die Tonart D-Dur.
Die denkbare alternative Definition über die Festlegung von Grundton und Art der verwendeten Tonleiter wäre problematisch, weil den drei verschiedenen Formen der Molltonleiter (äolisch, melodisch, harmonisch) nicht drei, sondern nur eine Molltonart entspricht. Das Tongeschlecht ist also entscheidender als die Struktur der Leiter.
Dies gilt jedoch nur, solange das traditionelle Dur-Moll-System nicht verlassen wird. Bezieht man z. B. modale Tonleitern mit ein, ändern sich die Verhältnisse.

## Tonartliche Verhältnisse in Musikstücken
Tonale Musikstücke stehen in einer bestimmten Tonart, das heißt, ihre wichtigsten Abschnitte (vor allem der Schluss, oft auch der Anfang) sind in dieser Tonart komponiert. Mittels Methoden wie Modulation und Rückung können die Tonarten innerhalb eines Stücks wechseln; meist wird dabei irgendwann zur Haupttonart zurückgekehrt. Diese dominiert daher in der Regel innerhalb des Stückes und bestimmt so seinen Charakter mit.
Die Tonart eines Stückes kann insgesamt transponiert werden, indem ein anderer Grundton gewählt und alle Töne des Stückes im gleichen Abstand zu den Originaltönen versetzt werden, sodass ihre Intervalle zueinander und damit das Tongeschlecht unverändert bleiben. Dadurch ändert sich der wesentliche Charakter des Stückes also nicht. Transponieren ist üblich und legitim, etwa um ein Stück der Stimmlage von Sängern oder Grundstimmung von Instrumenten anzupassen. In der Kunstmusik wird jedoch zum einen seit etwa 1700 die Tonart oft ausdrücklich festgelegt und im Namen des Stücks genannt; somit ist die angegebene Tonart wesentlich für den vom Komponisten gewünschten Charakter des Stückes und damit für seine Aufführung. Deshalb werden bis zur Vorklassik unterschiedliche nicht gleichstufige Stimmungen verwendet. Im Barockzeitalter wurden zudem mehrere Abhandlungen über den jeweiligen Tonartencharakter veröffentlicht.

## Notation mit Vorzeichen
Die übliche europäische Notation geht von den sieben Stammtönen der C-Dur-Tonleiter aus (a, h, c, d, e, f, g) und bezeichnet alle davon abweichenden Tonstufen der gewünschten Tonart mit Hilfe von Versetzungszeichen (Kreuze oder Bes). Mit der Tonart eines Stückes sind auch die darin in Relation zu C-Dur versetzten Tonstufen von vornherein festgelegt, sodass sie als Vorzeichen zu Beginn des Notensystems jeder Zeile notiert werden und damit die reguläre gleichbleibende Versetzung dieser Tonstufen für die Gesamtdauer eines Stückes oder Abschnitts markieren. In Verbindung mit dem Schlusston oder Schlussakkord geben diese Vorzeichen also einen Hinweis auf die Tonart, in der dieses Stück oder dieser Abschnitt stehen.
Die Art und Anzahl der Vorzeichen ergibt sich aus der Entfernung der jeweiligen Tonart von der Ausgangstonart C-Dur, wie sie durch die Anordnung aller Tonarten im Quintenzirkel ersichtlich wird. Dabei bezeichnet jede Vorzeichen-Variante jeweils eine Dur-Tonart und die dazugehörige parallele natürliche Molltonart. Ein Stück ohne Vorzeichen kann also in C-Dur oder in a-Moll stehen; ein Stück mit einem Kreuz in G-Dur oder e-Moll, eins mit einem Be in F-Dur oder d-Moll usw. Eine verlässliche Entscheidung kann meist nur mit Blick auf den Schlusston (und/oder Schlussakkord) getroffen werden, der fast immer mit dem Grundton identisch ist (oder ihn enthält).
Auch die Modi werden mit Hilfe von Vorzeichen notiert; hier können bestimmte Vorzeichen jedoch je nach dem Grundton desselben Tonvorrats verschiedene Modi bezeichnen. Eine Tonleiter mit zwei Kreuzen zum Beispiel, die die Töne von D-Dur enthält, kann ausgehend vom Grundton e E-Dorisch, ausgehend vom Grundton a A-Mixolydisch, vom Grundton g dagegen G-lydisch sein.
Andere Tonleitern als Dur, natürliches Moll und Kirchentonarten – etwa Harmonisch-Moll oder Tonleitern aus osteuropäischer, jüdischer oder arabischer Musik – werden nicht durch reguläre Vorzeichen zu Beginn des Notensystems, sondern durch jeweils vor Einzelnoten gesetzte  Versetzungs- oder Auflösungszeichen notiert, die von den Tonstufen einer zugrunde gelegten Dur- oder Molltonleiter abweichen. Hierin spiegelt sich wider, dass Dur und Moll in der neuzeitlichen abendländischen Musik als Regel, andere Tonleiterarten als Ausnahmen betrachtet werden.
In der freitonalen und atonalen Musik wird in der Regel auf eine globale Angabe von Vorzeichen am Beginn eines Stückes ganz verzichtet.

## Anordnung und Verwandtschaft der Dur- und Molltonarten
| Vorzeichen: | 7♭ +fes | 6♭ +ces | 5♭ +ges | 4♭ +des | 3♭ +as | 2♭ +es | 1♭ +b |   | 1♯ +fis | 2♯ +cis | 3♯ +gis | 4♯ +dis | 5♯ +ais | 6♯ +eis | 7♯ +his |
| Dur:        | Ces     | Ges     | Des     | As      | Es     | B      | F     | C | G       | D       | A       | E       | H       | Fis     | Cis     |
| Moll:       | as      | es      | b       | f       | c      | g      | d     | a | e       | h       | fis     | cis     | gis     | dis     | ais     |

## Schreibweisen
Die Schreibweisen der Tonartbezeichnung variieren hinsichtlich:
- Groß- oder Kleinschreibung des Tonnamens (a oder A),
- mit oder ohne Bindestrich,
- Groß- oder Kleinschreibung des Tongeschlechts (dur oder Dur)

Die einflussreichen deutschen Wörterbücher – wie der Duden oder der Wahrig – empfehlen Großschreibung des Tonnamens für Durtonarten bzw. Kleinschreibung für Molltonarten, Bindestrich und großgeschriebenes Tongeschlecht, also beispielsweise A-Dur und a-Moll. Dabei betont die Großschreibung der Tongeschlechtsbezeichnungen, dass diese häufig substantivisch verwendet werden (z. B. „Modulation nach Moll“). Dies bedeutet eine Abkehr von der früheren Auffassung, nach der man dur und moll eher als nachgestellte Adjektive verstand und A dur und a moll schrieb. Die unterschiedliche Groß- und Kleinschreibung der Grundtonbezeichnungen (A bei Dur, a bei Moll) entspricht der großen Dur- und der kleinen Mollterz und etablierte sich als Konvention bereits zu Beginn des 19. Jahrhunderts. Der Vorteil dieser Konvention ist, dass man verkürzt  Sonate in a (für a-Moll) bzw. Sonate in A (für A-Dur) schreiben kann, was besonders in englischsprachigen Ländern weit verbreitet ist.
Diese heutige Standardschreibweise – A-Dur und a-Moll – wurde bereits 1911 von Arnold Schönberg in seiner Harmonielehre konsequent verwendet. Der „Duden wechselte im verbesserten Neudruck der 14. Auflage 1958 von der vorher vertretenen Kleinschreibung zum ‚großen Dur‘“.
Davor und daneben waren und sind auch alternative Schreibweisen im Gebrauch, zum Beispiel:
- A-dur und a-moll. Diese Schreibweise galt vor 1958 als Standard und wurde sowohl im Duden als auch in anderen Rechtschreib-Wörterbüchern, wie etwa dem 1954 von Lutz Mackensen herausgegebenen empfohlen.[7] Auch nach der Umstellung im Duden auf die Großschreibung der Tongeschlechter wurde die alte Schreibweise noch vielfach beibehalten, so z. B. in der Musikenzyklopädie Musik in Geschichte und Gegenwart (1. Auflage 1949–1986), in der 1976 erschienenen Harmonielehre von Diether de la Motte[8] und in einem 1996 in zweiter Auflage erschienenen Konzertführer.[9] Der Henle Verlag verwendet sie noch heute ganz bewusst im Sinne der Verlagstradition und sieht in der alten Schreibweise auch ein Stück „Urtext“ verkörpert.[6]
- A dur und a moll (ohne Bindestrich), beispielsweise zu finden in einer um die Mitte des 20. Jahrhunderts erschienenen Ausgabe der Klaviersonaten von Mozart.[10]
- A dur und A moll. Diese für Dur und Moll formal identischen Bezeichnungen finden sich im Sachteil des Riemann Musiklexikons von 1967.[11]
- A-Dur und a-moll. Diese Schreibweise, welche die Groß- und Kleinschreibung der Grundtöne auch für die Tongeschlechter übernimmt, verwendet z. B. die Harmonielehre von Lemacher und Schroeder (1958).[12]

Auch heute begegnet man diversen Schreibweisen, was verschiedene Gründe haben kann (unter anderem dem Folgen einer bestimmten Tradition oder ästhetischen Vorliebe, die Anlehnung an ausländische Schreibweisen oder Unkenntnis der Regeln).

## Abgrenzung von Tonarten
Obwohl der Begriff Tonart meist im oben beschriebenen strikten Sinne verwendet wird, ist er darüber hinaus auch ein umfassenderer Begriff für den harmonischen Bedeutungszusammenhang, in dem sich ein Stück bewegt.
Tonarten haben keine scharfen Begrenzungen. Man könnte also nicht exakt sagen, welche Töne zu einer Tonart gehören und welche nicht. Es ist der harmonische und besonders der melodische Zusammenhang, welcher den Ausschlag gibt. Dies gilt besonders dann, wenn keine Festlegung durch eine Notenschrift vorliegt und man nach dem Gehör entscheiden muss.
Obwohl sich Tonarten durch den Gebrauch ihrer Tonleitern deutlich hervorheben, tauchen in jedem anspruchsvolleren Stück auch gehäuft Töne außerhalb der Tonleitern auf, ohne dass man bereits von einem Tonartwechsel sprechen würde.
Eine Tonart wird zu einem erheblichen Teil durch das Vorkommen charakteristischer Wendungen in Form von Progressionen, Melodien und Kadenzen bestimmt, die gemeinsam auf ein tonales Zentrum hinweisen.

## Der Tonartbegriff außerhalb der Dur-Moll-Tonalität

### Modale Tonleitern
Seit etwa 1900 werden neben den Dur- und Molltonleitern im Rückgriff auf die alten Kirchentonarten auch wieder verstärkt modale Tonleitern wie Dorisch, Lydisch u. a. verwendet. Die mit ihrer Hilfe gebildeten Tonarten können nicht durch bloße Angabe von Tongeschlecht und Grundton gekennzeichnet werden, es sei denn, man fasst diese Tonleitern selbst als Tongeschlechter auf, die zu Dur und Moll hinzutreten.
Diese gelegentlich vertretene Auffassung verbietet sich jedoch, weil im System der Kirchentöne diese als Tonarten (species) aufgefasst wurden, während als Tongeschlechter (genera) Cantus durus und Cantus mollis galten. Ebenso wenig wie man das harmonische Moll als ein vom natürlichen Moll unterschiedenes Tongeschlecht auffasst, kann man z. B. dem Dorischen, das sich vom natürlichen Moll ebenfalls nur durch einen Ton unterscheidet, ein eigenes Tongeschlecht zubilligen. Dorisch und Phrygisch gehören beide (wegen der kleinen Terz über dem Grundton) dem Tongeschlecht Moll, Lydisch und Mixolydisch (wegen der großen Terz) dem Tongeschlecht Dur an. Die Tonartbezeichnungen c-Dorisch oder D-Lydisch setzen sich also zusammen aus der Angabe des Grundtons und des verwendeten Tonleitertyps, wobei ein kleiner Buchstabe auf Moll und ein großer Buchstabe auf Dur als Tongeschlecht hinweisen.

### Freie Tonalität
Die um 1900 einsetzende Loslösung von der tradierten Dur-Moll-Tonalität führte nicht nur zur Atonalität Schönbergs und der Zweiten Wiener Schule, sondern auch zu Versuchen, der Tonalität eine neue Grundlage zu verschaffen. Einer dieser Versuche war die von Paul Hindemith propagierte freie Tonalität. Hier entfällt eine Unterscheidung nach Tongeschlechtern oder diatonischen Tonleitern, weil die gesamte chromatische Tonleiter als Tonmaterial verwendet wird. Tonarten entstehen nur noch dadurch, dass sich einzelne Töne aufgrund ihrer Intervallbeziehungen gegenüber anderen Tönen sozusagen in den Vordergrund drängen und so zu „tonalen Zentren“ werden. Eine Tonartangabe im Sinne der freien Tonalität enthält also weder den Bezug auf ein Tongeschlecht noch auf eine Tonleiter, sondern gibt lediglich den Grundton an, also statt C-Dur oder c-Moll nur noch C (ohne alles und immer groß geschrieben). (vgl. Ludus tonalis)